# Новое Русло
Новое Русло — упраздненная в 1986 году деревня Новоивановского сельсовета Стерлитамакского района Башкирской АССР.
Проживало 122 человека (на 1 января 1969 года).

## Географическое положение
По состоянию на 1 сентября 1981 года расстояние до :
- районного центра (Стерлитамак): 5 км,
- центра сельсовета (Новая  Отрадовка): 5 км,
- ближайшей железнодорожной станции (Стерлитамак): 5 км.

## Население
Преобладающая национальность: на 1 сентября 1981 года — мордва, на 1 июля 1972 года, на 1 января 1969 года — русские.

## История
На 1 января 1969 года, 1 июля 1972 года, 1 сентября 1981 года деревня Новое Русло входила в Новоивановский сельсовет.
Исключена из учетных данных Указом Президиума ВС Башкирской АССР от 12.12.1986 N 6-2/396 «Об исключении из учетных данных некоторых населенных пунктов»).